# ركان الخالدي
ركان الخالدي (مواليد 21 أكتوبر 1988) لاعب كرة قدم أردني يجيد اللعب في مركز الهجوم مع منتخب الأردن الوطني والرمثا في الدوري الأردني.

## روابط خارجية
- ركان الخالدي على موقع ناشيونال فوتبول تيمز (الإنجليزية)
- ركان الخالدي على موقع Soccerway.com (الإنجليزية)